# FAST 20XX
Le programme FAST 20XX (Future high-Altitude high-Speed Transport 20XX qui peut se traduire en français par futur transport à haute altitude et haute vitesse pour les années 20XX) fait partie du septième programme cadre de l'Union Européenne (2007-2013) destiné à stimuler la recherche et le développement technologique en Europe. La Commission européenne a confié l'exécution du programme FAST-20XX à l'Agence spatiale européenne. Ce projet de recherche multinational   a pour but de fournir les bases technologiques à l'introduction de moyens de transport avancés à haute vitesse et haute altitude dans une perspective à moyen et long terme.

## Domaines de recherche
FAST 20XX a pour objectif  la maitrise des technologies nécessaires au transport suborbital. Les technologies cruciales vont être étudiées en détail en développant et appliquant des outils analytiques, numériques et expérimentaux dédiés, tandis que les aspects légaux et réglementaires seront discutés avec les gouvernements et les autorités internationales. Les domaines de recherche comprennent notamment :
- La maitrise de la propulsion hybride : cette technologie, qui n'a jusqu'à présent pas fait l'objet de recherches très détaillée dans les pays européens, permet de développer des moteurs-fusées d'une architecture simple comme les moteurs à propulsion solide dont la poussée peut être modulée comme les moteurs-fusées à propulsion liquide.
- La mise au point de nouvelles techniques de refroidissement performantes : il s'agit de mettre au point des techniques de refroidissement actives et légères, applicables à des engins spatiaux réutilisables.
- Les techniques de séparation appliquées à des véhicules dotés d'ailes
- Le contrôle de la couche limite à vitesse supersonique et hypersonique
- Les techniques de guidage et de pilotage au cours de la phase de rentrée atmosphérique
- L'analyse du risque pour ces nouvelles techniques de transport

## Deux concepts d'avion suborbital
Deux concepts d'avion suborbital sont étudiés dans le cadre de ce programme. Le premier, nommé ALPHA, est un engin similaire à SpaceShipOne, vainqueur du X-Prize. Comme pour ce dernier un avion porteur est chargé de larguer un engin pouvant se propulser à haute altitude grâce à son moteur-fusée hybride. Le second concept est plus ambitieux : le SpaceLiner est un avion suborbital entièrement propulsé par des moteurs-fusées. Il doit permettre un changement majeur dans le domaine du transport aérien long-courrier de passagers et de fret. Il est conçu pour transporter 50 passagers d'Australie en Europe en seulement 90 minutes.     